# A-lok (första serien)
A var SJ:s Littera på ånglok anskaffade under åren 1863–1873.
I takt med att järnvägsnätet byggdes ut i Sverige behövdes snabbare lok för snälltågen. SJ köpte då in lok av engelsk standardtyp från Beyer-Peacock, av vilka fyra tillverkades av Nohab i Sverige. 1881-1904 byggdes 15 av loken om och försågs med nya ångpannor. Därigenom tilldelades loken 1886 underlittera Aa om de inte erhållit ny panna, Ab om de gjort det. Då de nya pannorna var av olika konstruktion beslutade man 1890 att dela in de ombyggda loken i littera Ab1 och Ab2 beroende på vilken typ av ångpanna de erhållit. Åtta av loken byggdes om till lokaltåg och fick littera Oc.
Under 1870-talet ersattes A-loken i snälltågen och de sista avvecklades under åren 1899–1910. Ett av loken finns bevarat i kördugligt skick på Järnvägsmuseet.